# Potentilla exsul
Potentilla exsul är en rosväxtart som beskrevs av Paul Carpenter Standley. Potentilla exsul ingår i Fingerörtssläktet som ingår i familjen rosväxter. Inga underarter finns listade i Catalogue of Life.